# Michael Cooper (football)
Pour les articles homonymes, voir Michael Cooper.
Michael Cooper, né le 8 octobre 1999 à Exeter en Angleterre, est un footballeur anglais qui joue au poste de gardien de but au Sheffield United.

## Biographie

### Plymouth Argyle
Né à Exeter en Angleterre, Michael Cooper est formé par le Plymouth Argyle. Le 17 octobre 2017, il joue son premier match en professionnel lors d'une rencontre de League One, contre Blackburn Rovers. Il entre en jeu après la mi-temps, remplaçant le titulaire Kyle Letheren (en) sorti sur blessure. Les deux équipes se neutralisent ce jour-là (1-1 score final),.
Le 30 avril 2021, il prolonge son contrat avec Plymouth, étant désormais lié au club jusqu'en juin 2024.
Lors de la saison 2022-2023, Cooper participe à la montée du club en deuxième division, Plymouth étant sacré champion de League One. Le gardien de 23 ans, alors titulaire, était parvenu à réaliser onze matchs sans prendre de but cette saison-là, mais a toutefois manqué une partie de la deuxième moitié de saison en raison d'une blessure, une rupture du ligament croisé du genou, survenue lors de la défaite de son équipe en championnat face à Sheffield Wednesday le 4 février 2023 (1-0 score final),.
Il fait son retour à l'entraînement sept mois après sa blessure des ligaments croisés, en septembre 2023.
Cooper découvre alors le Championship, la deuxième division anglaise, jouant son premier match le 21 octobre 2023, lors de la douzième journée de la saison 2023-2024, contre West Bromwich Albion. Il est titularisé et garde sa cage inviolée (0-0 score final).

### Sheffield United
Le 15 août 2024, Michael Cooper quitte son club de toujours, Plymouth Argyle, et signe en faveur de Sheffield United.

## Palmarès

### Plymouth Argyle
- League One (1) :
  - Champion : 2022-2023.